# 和歌山児童合唱団
和歌山児童合唱団（わかやまじどうがっしょうだん）とは、和歌山県和歌山市にある、民間の合唱団である。通称「和児童」（わじどう）。

## 概要
発足以来、NHKラジオ・テレビをはじめ、他の民放各局への出演を行っている。毎年の定期演奏会や和歌山県内の巡回演奏、国外や他府県の合唱団との交流活動、友好姉妹都市などへの親善使節団としての国外演奏旅行、国際合唱コンクールへの出場、各種イベントへの参加などを行う。
NHK時代にチコタンを初演した合唱団である。
所在地
- 〒640ｰ8128 和歌山県和歌山市広瀬中ノ丁1丁目5 和歌山市立広瀬小学校音楽室

団員数
- 小学校1年生から高校2年生、約150名

### 名称について
上記の通りであるが、英語名が混在して使用されている。現在名「和歌山児童合唱団」と旧称の「和歌山放送児童合唱団」のローマ字を省略した"WJG"と"WHJG"、現在名を英訳した"Wakayama Children's Choir"（"WCC"）の3種類が混在している。

## 沿革
- 1958年（昭和33年）5月23日 - NHK和歌山放送児童合唱団として発足。
- 1966年（昭和41年）4月 - NHKより独立。現在の「和歌山児童合唱団」と名称を改める。
- 2004年（平成16年） - 長井賞を受賞。

## クラス
少年少女
- 構成：小学1～4年

小学校低中学年で編成されるクラス。主に幼稚園や保育所で出張演奏を行う活動をしている。
団員
- 構成：小学5～高校2年

小学校高学年と中学校1～2年生で構成されるクラス。少年少女を小学4年で修了後に合唱団を継続する際に進級。
特別団員
- 構成：中学3年～高校2年

※「団員」の中にある区分け。中学3年生から高校生2年生で構成される。団員よりもレベルの高い楽曲を歌う。定期演奏会では、団員と特別団員の両方のステージを演奏。
団員、特別団員共に指導・指揮は和歌山市役所勤務職員が担当している。

## 団歌
「心から心へ」という団歌が存在する。片岡輝作詞、松下耕作曲。第40回定期演奏会に初演。第40回以降の定期演奏会では、必ずオープニングで歌われている。

## 出身者
- 岩崎千明（タレント）